# Барнтруп
Барнтруп (нем. Barntrup) — город в Германии, в земле Северный Рейн-Вестфалия.
Подчинён административному округу Детмольд. Входит в состав района Липпе.  Население составляет 8910 человек (на 31 декабря 2010 года). Занимает площадь 59,46 км². Официальный код  —  05 7 66 012.
Город подразделяется на 5 городских районов.

## Достопримечательности
- Евангелическая церковь[нем.] (XIV, XVII век)
- Замок[нем.] XVI века в стиле везерского ренессанса
- Ратуша (1907 год)
- Фахверковые дома XVI-XVIII веков, некоторые с незамысловатой деревянной резьбой